# Gerd Edinger
Gerd Edinger (* 11. August 1951 in Sensweiler im Hunsrück) ist ein deutscher Künstler, der freischaffend in Düsseldorf lebt.
Seit 1978 präsentiert der Maler und Skulpteur seine Werke in zahlreichen Gruppen- und Einzelausstellungen innerhalb Europas und im Nahen Osten. Edinger reflektiert in Arbeitszyklen über das Sein, das Woher und Wohin des Menschen in verschiedenen Abstraktionsgraden unter Verwendung moderner Materialien und Techniken. Seine Werke sind in zahlreichen prominenten Firmensitzen installiert, wobei häufig die archaische Darstellung des Menschen mit den modernen Materialien kontrastiert und damit das Spannungsfeld zwischen Mensch und Technik in der Informationsgesellschaft aufgezeigt wird.